# Hoofddorp Winkelstad

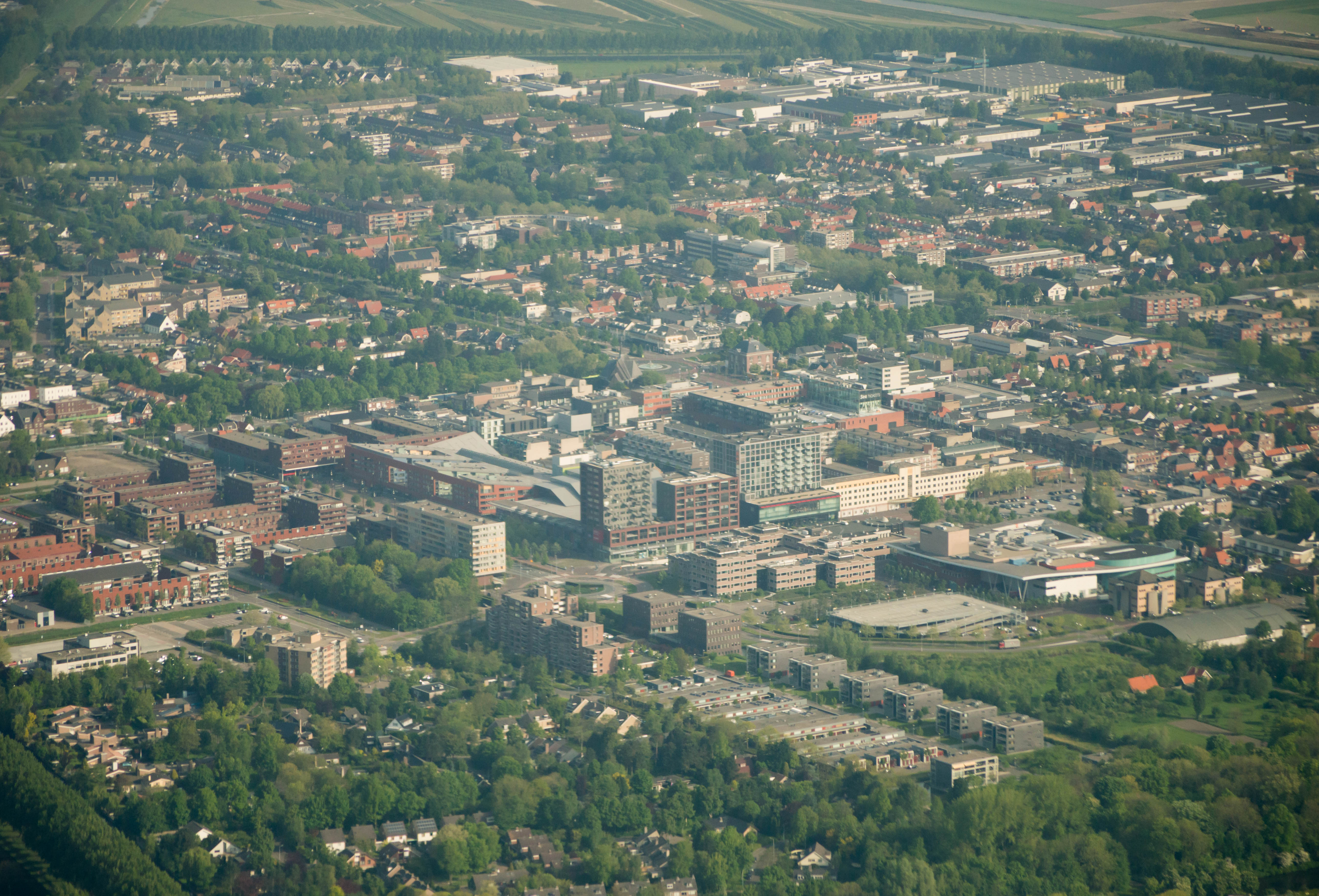
Het centrum en de omgeving gezien vanuit de lucht.

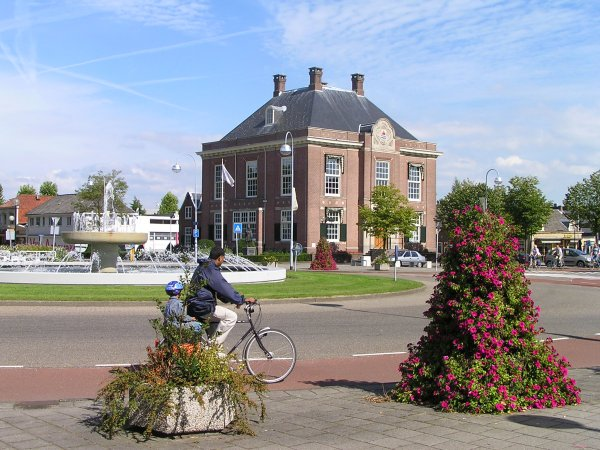
Het Beursplein: de kruising van Hoofd- en Kruisweg met op de achtergrond het polderhuis.

Hoofddorp Winkelstad is het stadscentrum van Hoofddorp, heeft meer dan 300 winkels en bestaat uit de volgende pleinen en straten: Beursplein, Burgemeester Van Stamplein, Polderplein, Marktplein, Dik Tromplein, Raadhuisplein, Kruisweg, Hoofdweg, Concourslaan, Tuinweg, Marktlaan, Tussenweg, Nieuweweg en Draverslaan.
De winkelcentra in het stadscentrum zijn: 
Markthof, Polderplein en Vier Meren.
Het gemeentehuis, theater Oude Raadhuis, schouwburg De Meerse en het 'centrum voor kunst en cultuur' Pier K zijn ook in het centrum gevestigd.

## Verbouwing en uitbreiding
Hoofddorp Winkelstad wordt al geruime tijd verbouwd en uitgebreid. De eerste verandering was die van de verbouwing van de oude bibliotheek naar een Vroom & Dreesmann in 1999. Anno 2015 zijn de verbouwingen nog steeds aan de gang.